# Cryptotis nelsoni
Cryptotis nelsoni är en däggdjursart som först beskrevs av Clinton Hart Merriam 1895.  Cryptotis nelsoni ingår i släktet pygménäbbmöss, och familjen näbbmöss. IUCN kategoriserar arten globalt som akut hotad. Inga underarter finns listade i Catalogue of Life.
Denna näbbmus är bara känd från en mindre bergstrakt i södra Mexiko. Den lever vid cirka 1500 meter över havet. Habitatet utgörs av städsegrön molnskog. Högre delar av bergstrakten är täckta med bergsängar men denna region undviks av Cryptotis nelsoni. Näbbmusen livnär sig av insekter.